# Cercle de Viena
El Cercle de Viena (alemany: Wiener Kreis) va ser un moviment científic i filosòfic format per Moritz Schlick a Viena, Àustria, l'any 1922 i dissolt definitivament el 1936. Aquest moviment, amb el nom original de Cercle de Viena per a la concepció científica del món, s'ocupà principalment de la lògica de la ciència, considerant la filosofia com una disciplina encarregada de distingir entre el que és ciència i el que no, i de l'elaboració d'un llenguatge comú a totes les ciències.

## Història
Els membres del cercle de Viena van publicar el 1929 el seu manifest programàtic, en un opuscle titulat «La visió científica del món». Van proposar utilitzar un llenguatge comú que havia de ser elaborat per la filosofia, basant-se en el llenguatge de la física, perquè aquesta era la disciplina científica de majors avanços i la que practicaven professionalment molts dels membres del cercle. Per al Cercle de Viena la filosofia té l'accepció d'una disciplina lligada a lògica i l'empirisme anglès, que defineix allò rellevant dels enunciats. La publicació en 1922 de Ludwig Wittgenstein del seu «Tractatus logico-philosophicus» va influir en els treball del cercle i va refermar posicions prèvies quant a tractar la ciència com un conjunt de proposicions amb sentit i rellevants.
El projecte del Cercle de Viena va començar a difondre's a partir dels treballs de la revista «Erkenntnis» dirigida per Rudolf Carnap, en la qual es van publicar les principals aportacions d'aquest moviment. Karl Popper va fer una presentació de la seva obra «La lògica de la investigació científica» que va influir en forma important en el Cercle. Si bé es va identificar amb certes premisses que estan en el falsacionisme, mai es va considerar o es va associar posteriorment amb el Cercle, i va ser un crític del seu positivisme.
El Cercle de Viena es dissoldrà producte de la pressió política i ascens del nacionalsocialisme a Àustria. En 1936 Moritz Schlick seria assassinat per un estudiant nazi, Johann Nelböck, acció que va ser justificada per la premsa alemanya de l'època. Darrere d'aquests esdeveniments, la major part dels membres del cercle de Viena van escapar a altres països (principalment als Estats Units) on continuaren desenvolupant la seva filosofia: el positivisme lògic, però ja no com un cercle, sinó de manera disseminada.
El 1939 Rudolf Carnap, Otto Neurath i Charles Morris publicaren «L'Enciclopèdia Internacional de la Ciència Unificada». Si bé l'empirisme lògic va seguir desenvolupant-se per un temps, aquest volum és considerat com l'últim treball realitzat pel Cercle de Viena.

## Filosofia
La filosofia del Cercle de Viena advoca per una concepció científica del món, i defensa l'empirisme de David Hume, John Locke i Ernst Mach, el mètode de la inducció, la cerca de la unificació del llenguatge de la ciència i la refutació de la metafísica. Aquesta filosofia és una forma d'empirisme i una forma de positivisme coneguda amb els noms de positivisme lògic, neopositivisme, empirisme lògic o neoempirisme, encara que els membres del Cercle de Viena preferien anomenar-lo empirisme conseqüent.
El positivisme i l'empirisme lògic o neoempirisme no necessitaven cap distinció entre ells, perquè disposaven de criteris objectius per a poder respondre: els principis de verificació i de confirmació respectivament. No obstant això, tan prompte com s'identifica el coneixement amb el coneixement provat o confirmat, en un cert grau sorgeix l'escull d'haver de justificar l'inductivisme com a doctrina legitimadora de les inferències. D'aquest escull es veuen lliures les concepcions instrumentistes, que basen l'acceptabilitat en criteris utilitaristes.

## Membres del Cercle de Viena
- Moritz Schlick
- Rudolf Carnap
- Otto Neurath
- Herbert Feigl
- Philipp Frank
- Friedrich Waismann
- Hans Hahn
- Hans Reichenbach
- Kurt Gödel
- Carl Hempel
- Alfred Tarski
- A.J. Ayer
- Charles Morris
- Felix Kaufmann
- Victor Kraft

## Antecedents
Podem considerar com a precursors del Cercle de Viena als següents autors.
- Auguste Comte
- Albert Einstein
- Gottlob Frege
- David Hume
- Ernst Mach
- Bertrand Russell
- Ludwig Wittgenstein
- Hans Kelsen